# Bandy az 1952. évi téli olimpiai játékokon
Az 1952. évi téli olimpiai játékokon a bandyt Oslóban rendezték meg február 20. és 23. között. A sportág bemutatóként szerepelt az olimpián.
A tornán három csapat, Svédország, Norvégia és Finnország vett részt.

## Eredmények
| 1952. február 20. 14:00 |  | Finnország (FIN) | 3 – 2 | Norvégia |  |  |
| 1952. február 20. 14:00 |  |                  |       |          |  |  |

| 1952. február 21. 14:00 |  | Norvégia (NOR) | 2 – 1 | Svédország |  |  |
| 1952. február 21. 14:00 |  |                |       |            |  |  |

| 1952. február 23. 14:00 |  | Svédország (SWE) | 4 – 0 | Finnország |  |  |
| 1952. február 23. 14:00 |  |                  |       |            |  |  |

## Végeredmény
- Pontazonosság miatt a több szerzett gól határozta meg a sorrendet.[1]

| Helyezés | Nemzet           | M | Gy | D | V | G+ | G– | Gk | P |
| -------- | ---------------- | - | -- | - | - | -- | -- | -- | - |
| 1.       | Svédország (SWE) | 2 | 1  | 0 | 1 | 5  | 2  | +3 | 2 |
| 2.       | Norvégia (NOR)   | 2 | 1  | 0 | 1 | 4  | 4  | 0  | 2 |
| 3.       | Finnország (FIN) | 2 | 1  | 0 | 1 | 3  | 6  | –3 | 2 |

## Fordítás
Ez a szócikk részben vagy egészben  a   Bandy at the 1952 Winter Olympics című angol Wikipédia-szócikk fordításán alapul.  Az eredeti cikk szerkesztőit annak laptörténete sorolja fel. Ez a jelzés csupán a megfogalmazás eredetét és a szerzői jogokat jelzi, nem szolgál a cikkben szereplő információk forrásmegjelöléseként.